# Oost-Malayo-Polynesische talen
Tot de Oost-Malayo-Polynesische talen (539 stuks, onderdeel van de Centraal-Oostelijke talen, 708 stuks) behoren onder andere:
- Oceanisch (498)
  - Admiraliteits Eilanden (31)
  - Centraal-Oostelijk Oceanië(234)
  - Sint Matthias (2)
  - Westelijk Oceanië (230)
  - Yapees (Micronesië) (1)
- Zuid-Halmahera-West-Nieuw-Guinese talen (41)
  - Zuidelijk Halmahera (7)
  - West-Nieuw-Guinese talen (34)